# El Demócrata
El Demócrata va ser un setmanari republicà d'avisos, notícies i literatura escrit entre 1891 i 1892. Va ser publicat al Vendrell i va tenir una notòria importància a causa de les col·laboracions dels germans Ramon i Vidal, entre d'altres. El propòsit del setmanari sempre va ser la lluita pels interessos del poble treballador de la vila del Vendrell i la defensa dels ideals republicans, especialment federalistes. Va arribar a publicar un total de 52 números al llarg d'un any de vida.

## Naixement
El Demòcrata va ser un «setmanari republicà d'avisos, notícies i literatura». Es va fundar al Vendrell, el 20 de setembre de 1891. Aquest sortia tots els diumenges, que llavors, era el dia del mercat al Vendrell. Els dos primers números es van imprimir en la impremta Mª Claret, a Vilafranca del Penedès. Els següents números fins al 23 van ser impresos en Vídua i Fills de Tort, a Tarragona. A partir de llavors i fins a la seva fi, el setmanari va ser imprès en la Impremta de Germans Ramon del Vendrell.
L'Administració i Redacció del periòdic estaven situades al carrer Montserrat nº2, Baixos. No es va relacionar el setmanari amb cap personalitat concreta o es desconeix qui va ser aquesta. Però, se sap que l'escriptor Narcís Bas i Socies va formar part del nucli impulsor. Els motius, propòsits i ideals del periòdic els trobem pròpiament definits en l'apartat de «El nostres propòsits», signat per la Redacció:
«EL DEMÓCRATA no será sólo el órgano de un partido político: será más propiamente el órgano de todas las energías vitales de Vendrell…
…ampararemos el derecho innegable de ese cuarto Estado, que, por las torpezas y concupiscencias de las clases conservadoras, tiende al suicidio, abominando de la política…
…pero sostendremos enérgicamente, remontándonos a la serena y plácida región de las ideas, que en tanto que en España no se implante la República, la Nación no saldrá del estado de abatimiento en que yace…»
Cartes plasmades en el setmanari número 8 entre Josep Aixelà i Caselles i Joan Ramón i Soler confirmen que: 
«El Demócrata es un periòdic polític abans que tot (...) tal publicació va á arronsar dintre de nostra vida y comarca amb tres seccions que integren el republicanisme espanyol: federalistes, centralistes i possibilistes; fent causa comuna de tota tendència ó aspiració política de idees avançades»

### Aspectes tècnics
El valor de la subscripció podia variar depenent del lloc d'on es demanés:
| SUSCRIPCIÓ TRIMESTRAL | PREU     |
| Al Vendrell           | 1'5 pts  |
| Fora del Vendrell     | 1'75 pts |
| A l'estranger         | 2'00 pts |
| Número individual     | 0'15 pts |

El setmanari comptava amb 4 àmplies pàgines dividides en 3 columnes. Era bilingüe, ja que combinava textos en castellà, que era l'idioma en què generalment es redactava la premsa, i en català. Aquests últims apareixen en la secció «Hoja literaria».
La capçalera, que va tenir un gran valor artístic, va ser dissenyada per l'il·lustrador català Francisco Fortuny Massagué (1864-1942). En ella, situat a l'esquerra, envoltat per una branca d'heura, es troba el campanar del Vendrell amb el seu respectiu àngel. Dins de la D de Demòcrata es troba una dona amb un capell que oneja una bandera amb tres franges (sense color) amb la mà esquerra i una torxa amb la dreta.
Actualment el setmanari es conserva a la Biblioteca pública Terra Baixa i es pot consultar a la Biblioteca Digital Vendrellenca i des del portal ARCA.

## Història

### La Restauració i el republicanisme
El Demócrata va ser fundat en plena Restauració borbònica (1874 – 1931). El contingut i les seves diferents seccions estaran determinades per un posicionament en contra del sistema polític espanyol i els seus dirigents. La denúncia cap a la corona i el caciquisme seran presents al llarg de les seves publicacions.
Al seu torn, el republicanisme de l'època estava permanentment sotmès a un control. A Catalunya, el desmantellament de les oposicions populars al govern monàrquic era especialment intens i aquesta situació va provocar que el republicanisme de finals del segle xix fos fràgil i estigués fragmentat entorn a quatre homes que van tenir un paper important durant la Primera República:
- Emilio Castelar y Ripoll: representa el republicanisme més dretà i centralista. Té un paper “democratitzador” del liberalisme dinàstic. El periòdic “La Publicitat” és l'eina que té el partit més significatiu d'intervenció pública. Dirigeix el Partit Republicà Possibilista.
- Manuel Ruiz Zorrilla: va ser obligat a anar-se a l'exili després del pronunciament del general Martínez Campos i això va marcar el seu rumb polític i ho va convertir en un “conspirador compulsiu” contra l'Estat. A Catalunya té una presència irregular, i el fracàs del parell de “temptatives” que va protagonitzar no van col·laborar en la seva millora política. Dirigeix el Partit Republicà Progressista.
- Nicolás Salmerón: és el creador del centralisme republicà i el fundador del Partit Republicà Reformista. Intentava recollir les aspiracions de les classes populars i les més liberals de les classes mitjanes.
- Francesc Pi i Margall: és el representant del federalisme, l'opció més sòlida i estesa popularment. L'any 1892 comencen a crear-se molts centres federalistes al Penedès a causa de la revolta de rabassaires i a l'estratègia política que prenen en defensar els interessos dels treballadors del camp. Dirigeix el Partit Republicà Democràtic Federal (PRDF).

La situació del republicanisme, sotmès a un control polític i dividit en diferents tendències, van portar al fet que El Demòcrata volgués convertir-se en un òrgan que unís i representés aquest conjunt de tendències, sense excloure els interessos de cap grup. Al Vendrell, associacions com «La Lira Vendrellense», «Casino Republicà», «Casino Circ», «Foment Vendrellense» o «Toneleros» reunien els diferents col·laboradors, com és el cas dels germans Ramon i *Vidales, i pensadors d'idees liberals que després apareixeran en números d'aquest periòdic. Però, El Demòcrata mostra un clar suport al PRDF, perquè dedicarà la secció de Candidatura del Partit, a l'actualització dels nous actes del partit i els seus afiliats.
D'altra banda, el Penedès, a partir de 1889, és abatut per la crisi de la fil·loxera. Amb la condició d'aconseguir millors condicions de vida, els rabassaires es van articular en organitzacions de caràcter republicà que defensaven els seus interessos enfront de la situació crítica, que suposarà un auge d'aquests corrents polítics i del naixement de setmanaris com El Demócrata mateix.
En el num.10 de El Demócrata es concedeix tota una fulla per a denunciar una pujada d'impostos: «Delante de la arbitrariedad, EL DEMÓCRATA no puede menos que exclamar: ¡VENDRELLENSES, Á DEFENDERSE!». Les despeses de l'exèrcit es veuen criticats en El Demócrata num.3, en un text signat per N.Bas i Socies. És rellevant també la portada que es dedica en el num.51, en el qual s'insta a les urnes de les eleccions del districte de Tarragona-El Vendrell presentant la candidatura republicana i convidant al poble al seu vot. El Correo de la Província de Tarragona, un periòdic d'índole carlista, va nomenar amb rudesa al Demòcrata en el seu diari num. 6. El Demócrata en el seu setmanari num.27 va respondre a l'anterior amb la mateixa rudesa i va defensar la seva honestedat republicana, titllant de mentida a tot el que s'havia dit sobre ell.

## Contingut
La primera pàgina del setmanari s'inicia amb un text en el qual es valora la situació de Catalunya dins de la conjuntura d'Espanya en aquell moment o es tracta un tema d'interès general en la localitat. Alguns exemples de títols que obren aquesta secció inicial són ¡Cómo vamos! (n.27), El impuesto sobre la renta (n.14), Plato Variado (n. 15). Ocasionalment, La Redacció afegia un comunicat si es tractava d'alguna ocasió especial o volia afegir un missatge als lectors. La segona secció és la de Picotazos. En aquesta apareixen petits comentaris de successos polítics, que, normalment, sota un to satíric i còmic es critiquen les actuacions de polítics d'índole conservadora i dretana. Li segueix a aquest apartat la secció de Noticias generales y locales, on, com el seu propi nom indica, apareixen successos que s'hagin donat a cap al Vendrell o en els seus voltants. En aquesta pàgina solia estar també la Correspondencia, on un corresponsal ocasional del setmanari comentava les notícies d'una altra localitat; normalment d'un poble pròxim al Vendrell, com per exemple l'Arboç o Reus. La secció última, que abastava tota la tercera pàgina, és la de Hoja literaria. En ella apareixeran textos escrits en català, de caràcter literari i que podien ser esporàdics o que mantinguessin una continuïtat, com és el cas de Vendrell històric. La quarta pàgina era un espai reservat als anunciants.

### Vendrell històric
Aquesta secció, situada en l'apartat de Hoja literaria és una de les més valorades del periòdic pel poble del Vendrell. Es tracta d'una sèrie d'escrits que van aparèixer al llarg dels setmanaris de El Demócrata i que narren en català la història d'alguns llocs o monuments emblemàtics pròxims a la vila. Aquesta secció, signada pel pseudònim «X», que correspon a Jaume Ramon i Vidales, es va continuar en el setmanari El Venllendrense (1982), tal com confirmen aquestes paraules extretes del primer número d'aquest periòdic: «…el señor X nos ha ofrecido continuar en nuestro semanario la publicación de sus artículos sobre Vendrell Històric, que tanto llamaron la atención en esta localidad al aparecer en El Demócrata…»
A continuació, apareixen els títols d'aquesta secció que van aparèixer en El Demócrata al costat de la data en què es van publicar.
| “Vendrell Històric”                                           | El Demócrata                 |
| Primitiu casco de nostra vila i successius engrandiments - I  | 8 de novembre de 1891, n.8   |
| Cerimònies d'una possessió                                    | 15 de novembre de 1891, n.9  |
| Primitiu casco de nostra vila i successius engrandiments - II | 22 de novembre de 1891, n.10 |
| Ermita de Sant Salvador                                       | 3 de gener de 1892, n.16     |
| Comarruga                                                     | 17 de gener de 1892, n.18    |
| Una sentencia de mort                                         | 24 de gener de 1892, n.19    |
| Antic Hospital                                                | 31 de gener de 1892, n.20    |
| Època primitiva                                               | 21 de febrer de 1892, n.23   |
| Època romana - I                                              | 28 de febrer de 1892, n.24   |
| Època romana - II                                             | 10 de abril de 1892, n.30    |
| Època romana - III                                            | 17 de abril de 1892, n.31    |
| Època goda                                                    | 5 de juny de 1892, n.38      |
| Guerra de la Independència. Crema de l'Arboç                  | 12 de juny de 1892, n.39     |

### Col·laboradors
Els següents, són alguns dels col·laboradors que van escriure en aquest setmanari. No obstant, hi ha molts més autors que van signar els seus textos amb un pseudònim o una inicial i es desconeix la seva autoria.
- Narcís Bas i Socias (N. Bas i Socias)
- Frederic Soler i Hubert
- Ramon Ramon i Vidales
- Jaume Ramon i Vidales
- Joan Ramon i Vidales
- Joan Ramon i Soler
- Francisco Vidal Socias
- Joan Antichs i Ramon
- Josep Aixelà i Caselles
- Joan Lluhí Rissech (Lluhí Rissech)
- José Pin i Soler (José.A. Soler y Pers.)

## Final
«Causas ajenas a nuestra voluntad, hacen que El Demócrata se detenga en su marcha, y cese temporalmente en su publicación.
Dicho esto, debemos hacer constar que ni en nuestro ánimo ha entrado el desaliento, ni en nuestro seno la discordia. Hoy como ayer vituperamos así el presente, como el suspenso. Ayuntamiento, tanto por ser engendros monstruosos del caciquismo imperante, como por su soberbia mezquina y creencias rancias o monárquicas, opuestas, de todo en todo, a las aspiraciones de este pueblo de Vendrell, tan demócrata y republicano, que defiende su honra política lo mismo con la papeleta del voto, que con el arma de combate.
Deber nuestro es, de otra parte, dar el testimonio más camp cumplido, de agradecimiento, a todas cuantas personas nos han favorecido, ya con el esfuerzo de su ingenio, honrando las columnas de nuestro semanario, ya con el óbolo de su libérrima suscripción. Ellas son las mismas que votaron la República en las pasadas elecciones; ellas las que triunfaron.
De todos nos despedimos cariñosamente con estas palabras: Hasta luego. [La redacción]»
Amb aquestes paraules s'acomiadava el setmanari el diumenge 18 de setembre de 1892 en el seu número 52. Malgrat prometre un «hasta luego», aquest va ser el final definitiu per a El Demócrata, un setmanari d'idees republicanes i liberals, que, tal com indica el text, eren contràries a l'Ajuntament del Vendrell. Dues setmanes més tard, en el mateix poble, neix un nou setmanari que representa una continuïtat de El Demócrata. Es tracta de El Vendrellense (1982), valia 10 cèntims i també s'imprimia en la Impremta dels Germans Ramon. Va ser fundat el 2 d'octubre de 1892 per Jaume Ramon, Joaquim Bassa, Manuel Romeu i Guimerà i Joan Antich. Josep Aixelà, sota el pseudònim d'Enrique, va ser un dels col·laboradors més destacats. Com podem apreciar, molts d'aquests noms figuren també entre escrits del setmanari El Demòcrata, i, possiblement, també estaven dins del seu nucli impulsor. En aquestes paraules que El Vendrellense escrivia en Nuestros Propósitos veiem una clara referència al setmanari precedent d'aquesta vila:
«El Vendrellense, al aparecer en el estadio de la prensa, cree cumplir un delicado deber dedicando un recuerdo de cariñoso compañerismo a todas las publicaciones periódicas que le han precedido en esta villa…»

## Webgrafia
- Valero, G. I., & Samaniego, R. C. (2020, julio). La prolífica trayectoria del pintor e ilustrador catalán Francisco Fortuny (1864-1942) en Buenos Aires. Revista de Arte Contemporáneo, 9 (Quito). http://scielo.senescyt.gob.ec/scielo.php?script=sci_arttext&pid=S2477-91992020000200028
- Ajuntament del Vendrell. (s. f.). Joan Ramon i Soler. La Vila. Recuperado 28 de diciembre de 2020, de https://www.elvendrell.net/la-vila/personatges-illustres?id=190
- Ajuntament del Vendrell. (s. f.-a). Jaume Ramon i Vidales. Ramon Ramon i Vidales.  La Vila. Recuperado 8 de enero de 2021, de https://www.elvendrell.net/la-vila/personatges-illustres?id=188
- Bofarull i Terrades, Manuel. «Jaume Ramon i Vidales, un historiador del Penedès». Miscel·lània penedesenca, [en línia], 1987, Vol. 10, p. 189-22, https://www.raco.cat/index.php/MiscellaniaPenedesenca/article/view/59275
- Bofarull i Terrades, Manuel. «Ramon Ramon i Vidales, un saineter del Penedès». Miscel·lània penedesenca, [en línia], 1989, Vol. 13, p. 393-20, https://www.raco.cat/index.php/MiscellaniaPenedesenca/article/view/59337
- Culla i Clarà, J. B., & Batllori, M. I. (2000). Partit Republicà Democràtic Federal. enciclopèdia.cat. https://www.enciclopedia.cat/ec-partits-718.xml
- Ferrando i Romeu, Pere. «La Premsa Escrita Al Vendrell, Un Nou Exemple d'intensitat Social I Cultural». Miscel·lània Penedesenca, [en línia], 2007, Vol. 20, p. 329-46, https://www.raco.cat/index.php/MiscellaniaPenedesenca/article/view/59477 [Consulta: 8-01-2021].
- Duarte, A. (1986, 19 noviembre). El republicanisme català a finals del segle xix (1890-1900) [Libro electrónico]. Universitat Autònoma de Barcelona. Departament d'Història Moderna i Contemporània. https://www.tdx.cat/handle/10803/4814#page=1
- Colomer i Rovira, Margarida. «Josep Abril i Argemí, una aproximació al federalisme republicà». Sessió d'Estudis Mataronins, [en línia], 2004, Núm. 21, p. 119-42, https://www.raco.cat/index.php/SessioEstudisMataronins/article/view/113634 [Consulta: 8-01-2021].